# グルーオン
グルーオン（英: gluon）とは、ハドロン内部で強い相互作用を伝える、スピン1のボース粒子である。質量は0で、電荷は中性。「色荷（カラー）」と呼ばれる量子数を持ち、その違いによって全部で8種類のグルーオンが存在する。
膠着子（こうちゃくし）、糊粒子という呼び方もあるが、あまり使われない。
他のゲージ粒子と違い、通常の温度・密度ではクォーク同様単独で取り出すことは不可能であるとされる。
また、グルーオン自身が色荷を持つため、グルーオンどうしにも相互作用が働く。これは電磁相互作用を伝える光子にはない性質である。この性質により、グルーオンのみで構成された粒子、グルーボールの存在が、格子QCD及び超弦理論によって示唆されている。

## グルーオンの色
クォークの波動関数はSU(3)の基本表現、3成分を持つ列ベクトルの値をとる。基底で展開すれば、3種類のクォークがあるのと同じである。これらを比喩的に赤・青・緑の色価を持つ、とする。反クォークは行ベクトルであって、これに補色、反赤・反青・反緑を割り当てる。
そしてグルーオンは、SU(3)の随伴表現に属する。これは3×3の行列のうち、エルミートでありトレースが零であるもののなす空間である。
色の比喩で言えば、赤の列・反青の行の成分は赤-反青を持つ、というように色と補色を一つずつ持っている事に相当する。これから上記のトレース成分を除いた8成分が、量子色力学に現れるグルーオンである。
トレース成分
{\displaystyle {\begin{pmatrix}1&0&0\\0&1&0\\0&0&1\\\end{pmatrix}}}
すなわち[赤-反赤]+[青-反青]+[緑-反緑]に対応するような成分は、各色に対してゲージ変換を施した（左右からユニタリ行列とその逆行列を掛けた）とき変化せず（無色ないしは白色）、他の成分とは明らかに違う表現に属する事が分かる。
以上の操作を
{\displaystyle \mathbf {3} \times {\overline {\mathbf {3} }}=\mathbf {1} +\mathbf {8} }
と表記する。
クォークとの相互作用は、色と補色を対で生成・消滅するような形で起こる。すなわち赤のクォークから赤-反青のグルーオンが放出されると、クォークの色は青になる。グルーオン同士の相互作用はグルーオン3つが関係するものと4つが関係するものがあるが、いずれも行列の交換関係とトレースからなる演算がゼロにならないもの同士の間に起こる。このような行列はやはり色と補色が互いに対応しあっているものである。しかも交換関係が関与していることから、これが本質的にゲージ群の非可換性を源としていることが分かる。